# Komijn
Komijn (Cuminum cyminum) is een plant uit de schermbloemenfamilie (Apiaceae). De plant wordt toegepast als specerij met een lichte nootsmaak, afkomstig van een plant met fijne smalle blaadjes die op venkel lijken. De plant zelf heeft dunne stengels die tot 30 cm hoog kunnen worden en lila of witte bloemen hebben. Botanisch gezien zijn de 'zaden' eigenlijk een (tweedelige) splitvrucht, net als bij karwij en andere schermbloemen.
Komijn is afkomstig uit Griekenland, Iran, Syrië, India en Turkije. De plant groeit het best in een zanderige, gedraineerde bodem en in een gebied met een warm klimaat, zoals aan de kust van de Middellandse Zee, waar het kruid aangetroffen kan worden. Een warm klimaat is echter geen vereiste.

## Naam
Het woord 'komijn' is afgeleid van het Akkadische 'kamunu'. In Nederland is gemalen komijnzaad ook wel bekend als 'djinten' of 'djintan', een verbastering of oude schrijfwijze van de Indonesische naam voor komijn 'jintan'. De Surinaams-Nederlandse benaming is 'djiera', afkomstig uit het Hindi. 

## Gebruik

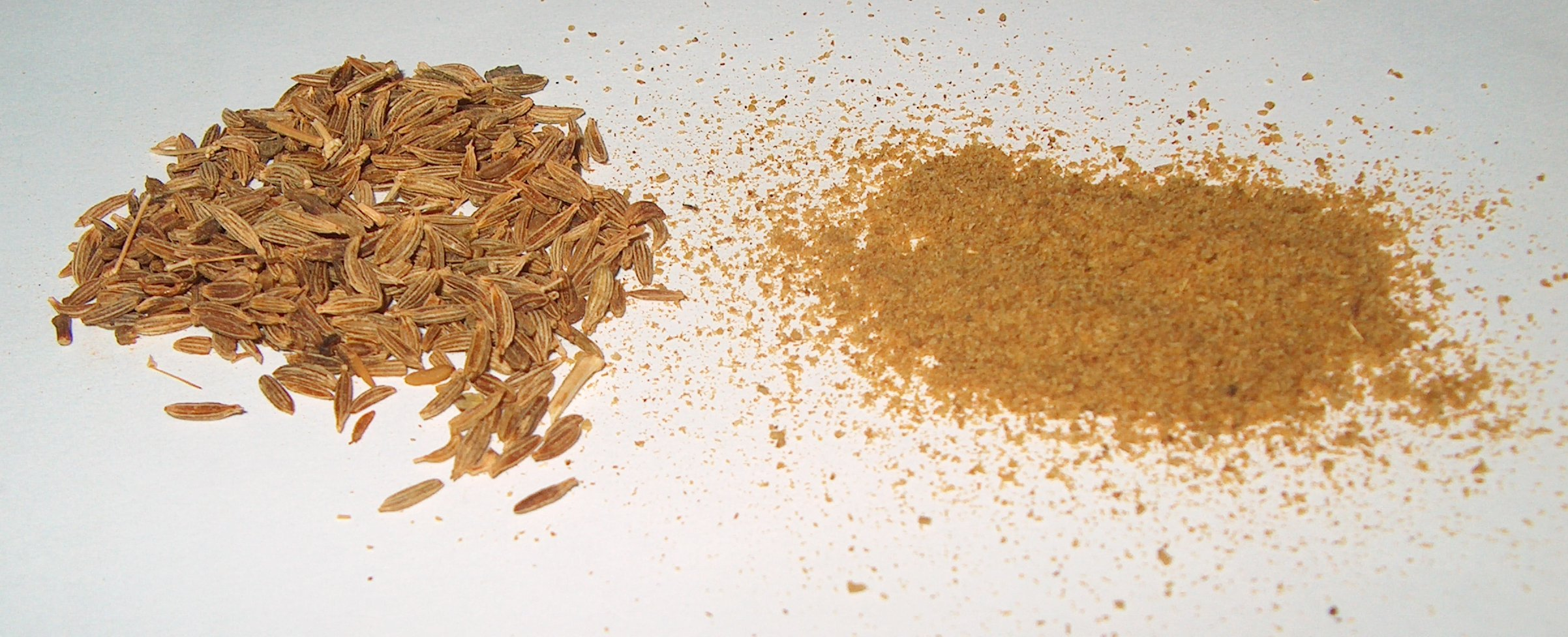
Komijnzaad en komijnpoeder

Vooral de 'zaadjes' van komijn worden gebruikt. Deze hebben een heel sterk aroma dat zich beter ontwikkelt als ze voor gebruik even in een droge pan geroosterd en gekneusd worden. 
Naast de geur en de kleur speelt ook het oliegehalte van komijn een rol: hoe groter het oliegehalte, hoe beter de kwaliteit. Er wordt onderscheid gemaakt tussen:
- Safed: deze is het meest bekend en is wit van kleur.
- Kala: deze soort heeft een peperachtige smaak.

De recepten waarin komijn gebruikt wordt zijn erg gevarieerd. In Nederland en Vlaanderen maakt men komijnekaas, in India, Griekenland en Turkije is komijn een onderdeel van kerrie en kip tandoori, en in Noord-Afrika kruidt men er tajines en couscous mee. In Turkije wordt het ook gebruikt in çörek. In Spanje wordt komijn in chorizo verwerkt. In Mexico maakt het deel uit van de chili con carne en in Duitsland gebruikt men komijn samen met karwij in de likeur Kummel en in sommige (Beierse) desembroden. 

## Vergelijking met karwij
Komijn wordt vaak verward met karwij, deels vanwege de grote overeenkomst in smaak en uiterlijk, maar ook doordat de namen in veel talen grote overeenkomst vertonen. Veel (online) woordenboeken vertalen de namen dan ook domweg verkeerd of beide als hetzelfde. In Nederland wordt karwijzaad ook wel 'wilde komijn' genoemd.
Karwijzaad is licht gebogen, terwijl komijnzaden recht zijn. Door de overeenkomst in smaak (warm, kruidig, anijsachtig) zijn beide kruiden in gerechten wel als vervanger voor elkaar te gebruiken, maar de smaak van karwij is grofweg dubbel zo sterk als van komijn, en daarom moet karwij in ongeveer de halve hoeveelheden van komijn worden toegepast. Afgezien van de sterkte van de smaak is karwij iets scherper, terwijl komijn wat bitterder is.

## Trivia
De Romeinen gebruikten komijn in plaats van peper. Daarnaast gebruikten zij gemalen komijn als broodbeleg en in liefdesdrankjes, omdat ze ervan overtuigd waren dat het gebruik ervan zorgde voor een trouwe partner.